# 郡山城 (大和国)
郡山城（こおりやまじょう）は、奈良県大和郡山市にあった日本の城。豊臣政権の中初期には秀吉の異父弟（同父弟説もある）羽柴秀長の居城となり、その領国であった大和・紀伊・和泉100万石の中心であった。江戸時代には郡山藩の藩庁が置かれた。

## 概要
10世紀後半、郡山衆が雁陣の城を築いたという記録が郡山城の初見とされる。奈良時代には薬園が営まれていた。郡山城は、秋篠川と富雄川の中間に突き出た西京丘陵南端上に位置する。平山城または平城として明智光秀や藤堂高虎らが普請に携わり、筒井順慶や羽柴秀長らの主導によって改修された。奈良は良質な石材が乏しかったため、奈良一帯の各戸に五郎太石 20荷の提供を義務付け、寺院の石地蔵や墓石、仏塔なども徴発され石垣石として使用された。中には、平城京羅城門のものであるといわれる礎石が使われていたり、8世紀ごろの仏教遺跡である「頭塔」（奈良市）の石仏が郡山城の石垣の中から見つかっている。
17世紀初頭、増田長盛が改易された後一時廃城となるが、水野勝成入封時に徳川幕府によって改修を受けた。その後は譜代大名が歴代城主を務め、柳沢吉里の入封後は柳沢氏が明治維新まで居城とした。
桜の名所として、日本さくら名所100選に選定されている。2017年（平成29年）4月6日、続日本100名城（165番）に選定された。2022年（令和4年）11月10日、国の史跡に指定された。

## 沿革
| 代 | 城主       | 入城年             | 代 | 城主     | 入城年            |
| -- | ---------- | ------------------ | -- | -------- | ----------------- |
| 1  | 郡山衆     |                    | 13 | 松平信之 | 延宝７年(1679)    |
| 2  | 筒井順慶   | 天正8年（1580年）  | 14 | 本多忠平 | 貞享2年（1685年） |
| 3  | 豊臣秀長   | 天正13年（1585年） | 15 | 本多忠常 |                   |
| 4  | 豊臣秀保   | 天正19年（1591年） | 16 | 本多忠直 |                   |
| 5  | 増田長盛   | 文禄4年（1595年）  | 17 | 本多忠村 |                   |
| 6  | 大久保長安 |                    | 18 | 本多忠烈 |                   |
| 7  | 山口直友   |                    | 19 | 柳沢吉里 | 享保9年（1724年） |
| 8  | 筒井定慶   | 慶長19年（1614年） | 20 | 柳沢信鴻 |                   |
| 9  | 水野勝成   | 元和元年（1615年） | 21 | 柳沢保光 |                   |
| 10 | 松平忠明   | 元和5年（1619年）  | 22 | 柳沢保泰 |                   |
| 11 | 本多政勝   |                    | 23 | 柳沢保興 |                   |
| 12 | 本多政長   |                    | 24 | 柳沢保申 |                   |

### 雁陣之城
この城の築城時期は、応保2年（1162年）に、「郡山者件狼唳之輩張雁陣之城」（『東南院文章』）とある。「狼唳之輩」とは郡山衆を指しており、雁陣の城を築いていると記載している。この当時の城は盛り土と柵をめぐらした環濠集落のようなものであった。また正安2年（1300年には「郡山庄」が独立しており、この時から「郡山」という名が現れた最初となる。
郡山城の最初の攻城戦は、永正3年（1506年）の夏で、赤沢朝経が大和国に侵攻し、各諸城を攻め落とした。同年8月24日、赤沢朝経は郡山城を数千の兵力で取り囲んだ。この時、宝来衆、西京衆、生馬衆、郡山衆らが西脇衆と称して、郡山城に立て篭もったが、圧倒的兵力を前に、多くの武将が討ち死にした。その中には宝来九郎なども含まれていた。「郡山城没落」（『多聞院日記』永正三年八月二十三日条）と記載されている。
その後郡山衆は、筒井城を本拠に地に持つ筒井氏に与したり、越智氏に属したり複雑な動きを繰り返してきたが、永禄2年（1559年）松永久秀が大和国に侵入してくると、当時郡山城の城主であった郡山辰巳は松永久秀軍に属して筒井氏から離反していく。

### 筒井順慶時代

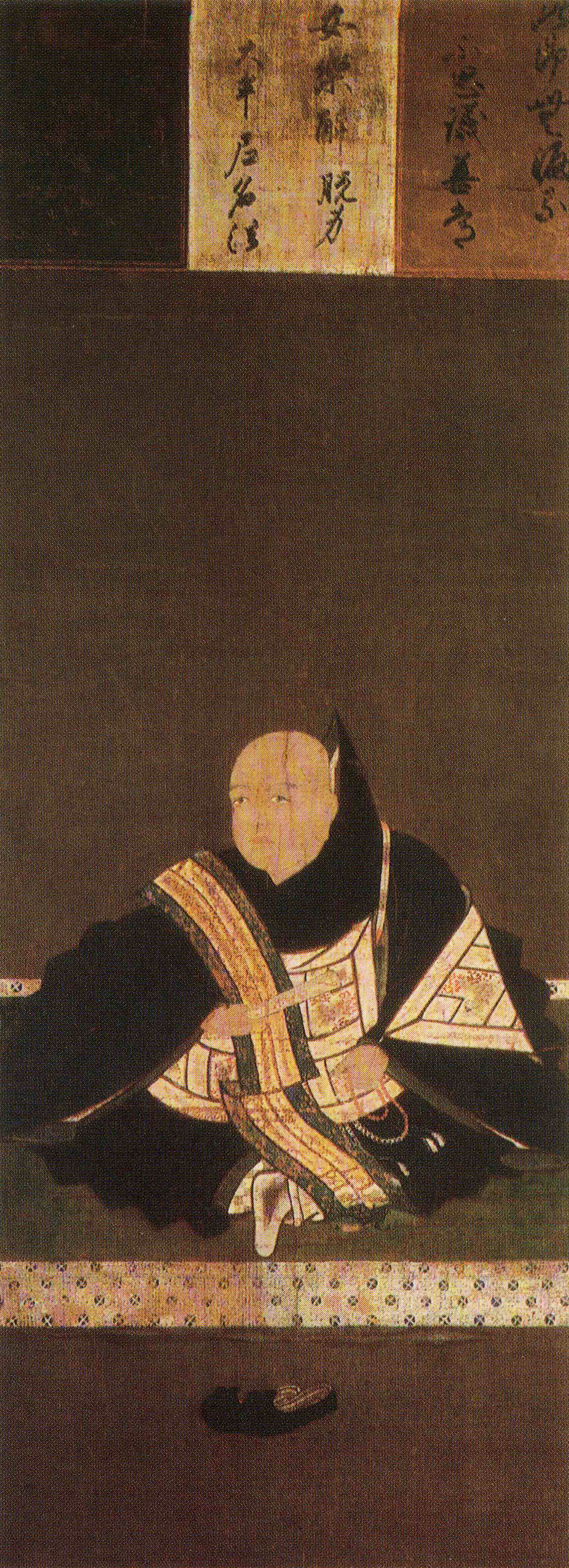
筒井順慶画像/傳香寺蔵

筒井城の戦いで筒井城が松永久秀軍に属すると、郡山城は福住中定城と共に筒井順慶軍の拠点となっており、元亀元年（1570年）3月から元亀2年（1571年）8月まで松永久秀、松永久通親子の攻撃をうけていた。松永久秀軍は、郡山城の四方に付城を築き、時間をかけて攻める攻城戦を行っていた。同年8月4日辰市城の戦いで、松永久秀軍と決戦となった時、筒井順慶増援軍は一旦郡山城らに集結してから辰市城に出軍した。
元亀2年（1571年）10月25日、順慶は明智光秀の斡旋をもって信長に臣従し、筒井順慶が織田信長により、天正8年（1580年）11月7日「大和一国一円筒井順慶存知」の信長朱印で大和国支配を任される（『多聞院日記』同日条）。そして、郡山辰巳は殺され、家来衆はそのまま筒井順慶に組み込まれた。
その少し前、天正7年（1579年）8月に、多聞山城の石垣を運んだりし、筒井城を拡張していたが低湿地の防御用の戦国城という地形の不利から筒井城をあきらめ、郡山城を本城とする改修を開始し天正11年（1583年）4月に「天守」が完成する（『多聞院日記』）。織田信長は天正8年（1580年）8月に破城令を出し大和国では一城とし、筒井城もこの時に破却して郡山城の一城のみとなった。「織田信長は大和に争乱の時代が終わったことを示そうとしていた」と指摘されている。天正9年（1581年）から明智光秀が普請目付として着手し、大規模な近世城郭として工事が開始され、奈良の大工衆を集めたことが記録されている。しかし、その筒井順慶も天正12年（1584年）に死去すると、養子の筒井定次は羽柴秀吉の命により伊賀上野城へ転封となった。

### 豊臣時代初中期

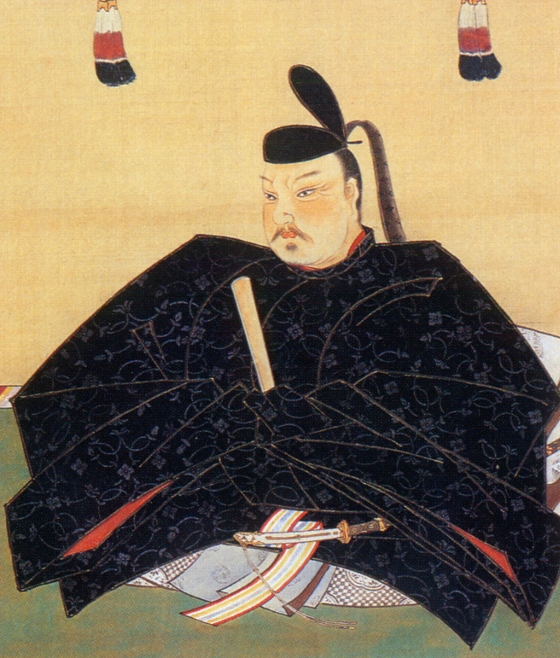
豊臣秀長画像/春岳院蔵

天正13年（1585年）豊臣秀吉の弟豊臣秀長が大和国・和泉国・紀伊国三か国100万石余の領主として郡山城に入る。秀長は城を100万石の居城に相応しい大規模なものに拡大し、城郭作りや城下町の整備を急いだため根来寺の大門を移築したり、当時大和は石材に乏しかったために、天守台の石垣には墓石や石仏（地蔵）までも用いられている。
本丸、毘沙門曲輪、法印曲輪、麒麟曲輪、緑曲輪、玄武曲輪等の曲輪が多く普請され、大規模なものになった理由として、豊臣秀長の居城として以外に、大坂城の防衛の城としても重要であったと考えられている。また天守台には5層の天守が建っていたとの伝承があるが、「伝承でいわれるような五層の天守閣が建っていたかどうかは疑問」とされ、建築学的にはもう少し小さなものではなかったかといわれている。また城下町を大いに発展させ、同年奈良の市中で行われていた商売をやめさせ、郡山城の城下町に集中させた。本町、魚塩町、堺町、柳町、今井町、綿町、藺町、奈良町、雑穀町、茶町、材木町、紺屋町、豆腐町、鍛冶屋町の14町がみられる（『郡山惣町日記』）。このうち最後の鍛冶屋町は枝町となり、城下町の基本はそれ以外の「箱元十三町」とされ、これらの町名は現在も残っている。

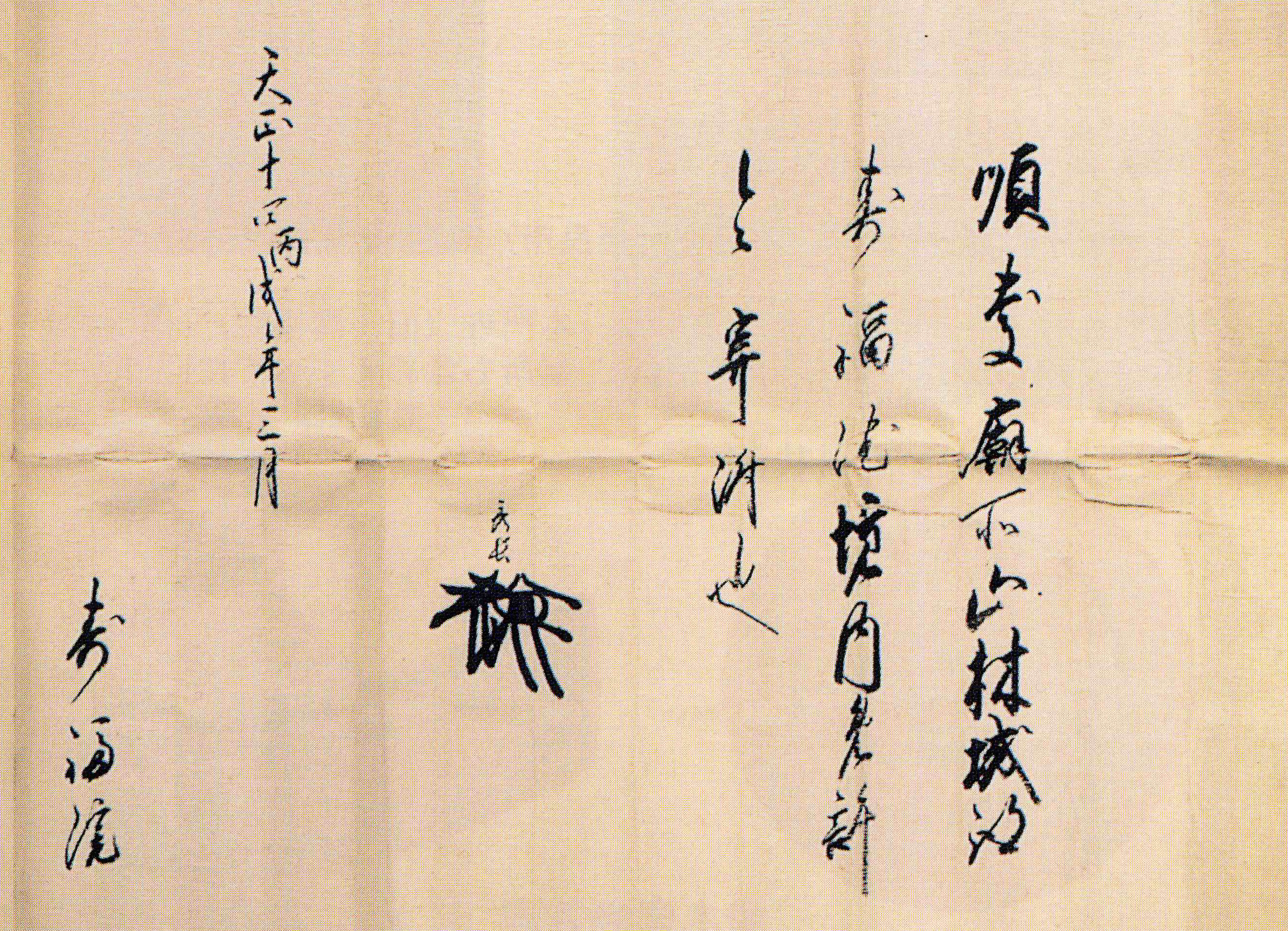
豊臣秀長の書状/個人蔵

豊臣秀長書状は壽福院に宛てた書状で、内容は豊臣秀長が着任した翌天正14年（1586年）3月筒井順慶の廟所や山林、筒井城の跡地等を壽福院に与える、としている。筒井定次が伊賀国に入封後、筒井城破却後の跡地や周辺の山林は壽福院に与え、筒井城があった添下郡の筒井村周辺は豊臣秀長が着任後も大きな変化はなかったと考えられている。
天正19年（1591年）豊臣秀長が没し、その養子豊臣秀保も文禄4年（1595年）に死去すると、大和大納言家は断絶し100万石城の時代は終了する。なお、豊臣秀吉は大和大納言家を直ちに断絶させずに、秀保の実兄である豊臣秀次の子の1人を秀保の養子として後を継がせ、また郡山城と弟や甥の早すぎる死を結びつけて城を破却して廃城となっていた多聞山城を再興して新しい根拠地とする方針を示していた。しかし、わずか数か月後に秀次が自害してその子供達は皆殺しとされたためにこの方針は消滅し、郡山城も破却されないまま存続することになった。

### 豊臣時代後期
五奉行の一人増田長盛が22万3千石の領主として入城する。このとき約48町13間（後に50町に拡張）に及ぶ堀と土塁で城下町を囲む壮大な惣構えが構築され郡山は城郭都市の様相を呈するに至った。関ヶ原の戦い後に増田長盛は高野山に追放となり、郡山城の建築物のほとんどは徳川家康により伏見城に移築された。しかし、天守は二条城に移されたという。城地は奈良奉行所の管轄下に入り大久保長安が在番した。

### 郡山城の戦い
『寛政重修諸家譜』によると、大坂の陣の頃の郡山城には筒井一族の筒井正次が入り、天正20年（1615年）4月に豊臣方の大野治房らに攻められて城を去り、5月3日に自害したとされる。
また、郡山城に入城していたのは筒井定慶と慶之の兄弟ともいわれ、二人は徳川家康から1万石の知行と200石の与力36名を預けられていたとされる。
大坂冬の陣が終結し大坂城の内堀が埋め立てられ、再度の東西決戦の雰囲気となった際、豊臣方の使者細川兵助が郡山城に出向いて、筒井氏に合力を求めてきた。豊臣方が出した条件は「合力すれば兵1万を送る。戦勝した時には筒井定慶には大和国を、筒井慶之には伊賀国を与える。但し徳川方に付くのであるならば攻撃を開始する」という内容であった。細川兵助は説得を続けたが、筒井家は大坂方の要請を断った。
慶長20年（1615年）4月26日、豊臣方は大野治房、箸尾高春、細川兵助ら2千余の兵を出陣させ、暗峠を越えて郡山城に迫ってきた。これに対して筒井定慶は、筒井順慶時代から恩義のある浪人衆、農民衆、商人衆を集結させ、1千兵程度になった。
大坂方（豊臣軍）は松明を掲げながらの夜間行軍であった。筒井軍は戦馴れしていなかったことから、大坂方の兵力を見誤り、実数よりも多い「3万の大軍」であるとの物見からの報告を受け、定慶は郡山城を撤収し福住城へ移動した。この動きに筒井慶之は「腑甲斐無し」と激怒し、手勢に徹底抗戦を命じたが、慶之に従う者は殆どおらず、自身もわずか4、5名の供の者と興福寺妙喜院に逃走した。
翌27日未明、大坂方は九条口と奈良口の2隊に分け攻城を開始した。郡山城にはわずかな兵が残っており、30人が討ち取られ、城下町の各方面に火が放たれた。その後大坂方は奈良方面に進軍し徳川方への備えを敷いたが、徳川方が奈良方面に進軍しているとの報を受けると、大坂城に引き上げていった。
福住城で1000兵余りで防備を固めていた筒井定慶は、大坂夏の陣で大坂城が落城すると、一戦もすることなく郡山城を捨てたことに後悔し、大坂城落城から3日後の5月10日、弟の筒井慶之に遺書を残し切腹したとされる。『戦国合戦大事典』では「表向きは自害と称して、蟄居するうち病死したという説もある」という別説も紹介されている。筒井慶之も兄を追って自殺したとされている。

### 松平氏・本多氏時代

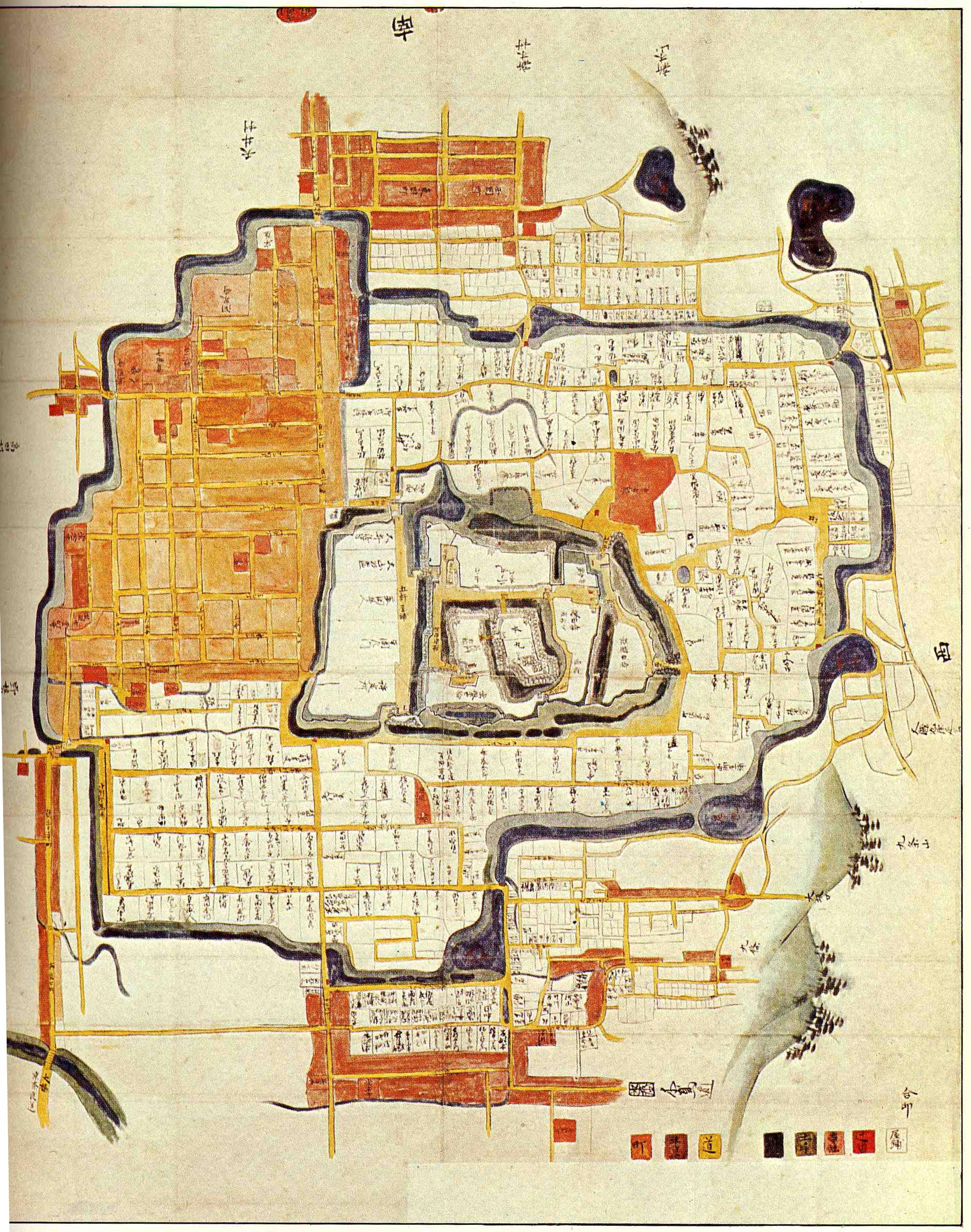
郡山城絵図/柳沢文庫所蔵

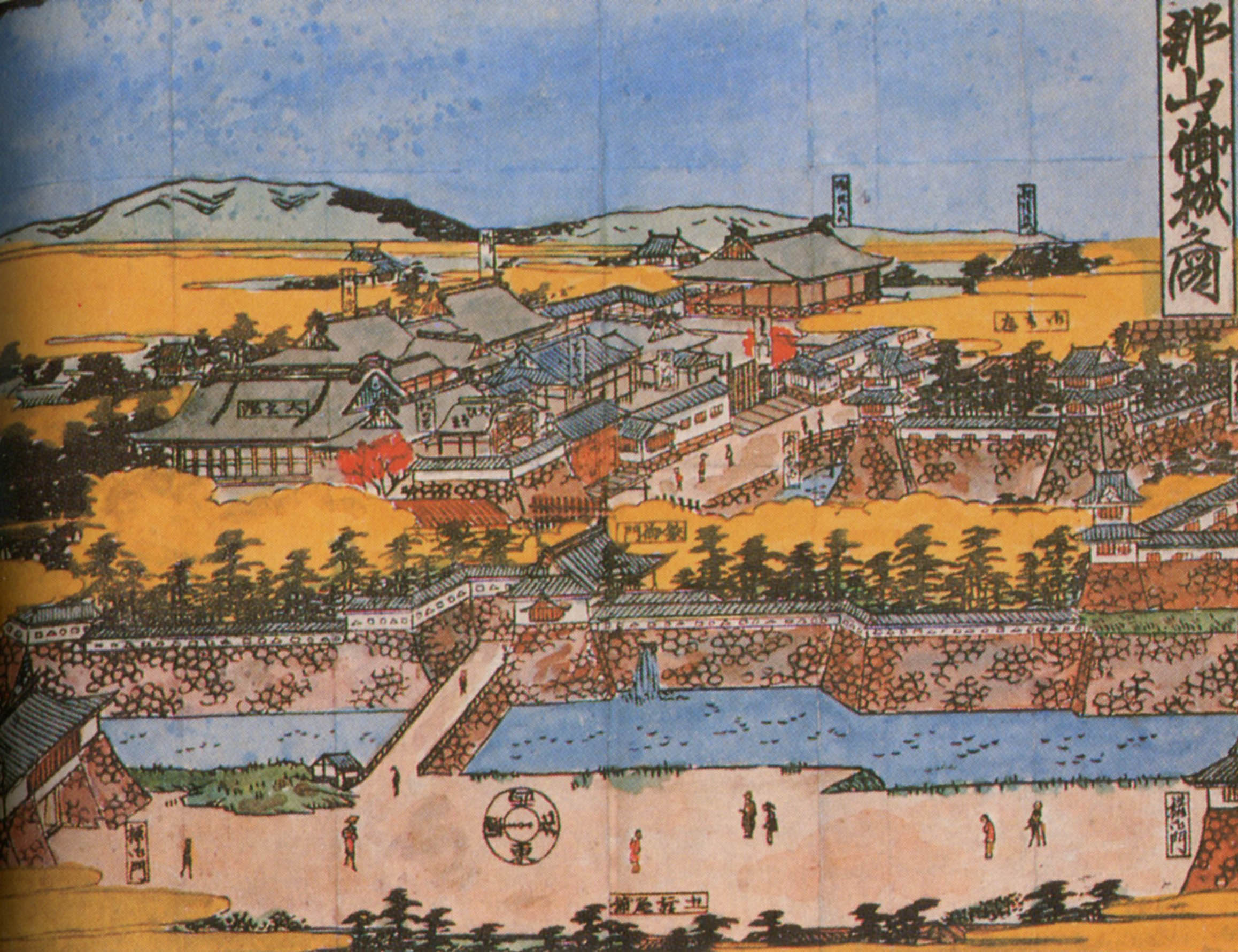
郡山城旧観図/西ヶ谷文庫蔵

郡山城の戦いの後、水野勝成が同年7月19日三河国の刈谷から6万石で移封し、荒廃した城郭の修築を行った。石垣や堀の修復は公儀普請とされ、本丸と二ノ丸、三の丸の一部と家中屋敷の修復は水野氏の手で行われた。水野勝成は修復途中の元和5年（1620年）8月に備後福山に転封となった。その後松平忠明が12万石で入城した。松平忠明も郡山城の復興に取り組み、二ノ丸屋形の造営をはじめ、以前伏見城に移されたかつての郡山城の鉄門、一庵丸門、桜門、西門などが再び郡山城に移築された。しかし松平忠明も寛永16年（1639年）に播磨姫路に転封された。
次に郡山城に入ったのが本多政勝で、15万石で入部した。この時期に本丸、二の丸屋敷、城門、角櫓など城郭の主要部分が完成した。武家屋敷、町屋ともに発展し、延宝年間には城下の家数は4700軒、人口は2万人を超え、郡山城下の最盛期となった。しかし、寛文11年（1671年）に本多政勝が死去すると「九六騒動」という家督相続に伴う御家騒動が起こった。息子二人の争いに徳川幕府の裁定が入り、二人に対して分割相続とされ、それぞれが転封となった。その後、明石藩から松平信之が8万石で入城した。この時期の延宝8年（1680年）城下町に大火がおこり670軒が焼失した。松平信之が老中に任命されると、江戸に近い下総古河藩に加増転封となり、次いで本多忠平が12万石で入城した。その後本多氏が数代続いたが、本多忠烈が若年相続を理由に5万石に減封とされ、家臣団の大人数解雇および武家屋敷などの取り壊しも行なわれた。さらに享保8年（1723年）11月27日に忠烈が8歳で死去すると本多氏は御家断絶とされた。

### 柳沢氏時代
享保9年（1724年）に柳沢吉里が甲斐甲府藩から15万石で移封され、城下町の整備に努めた。この頃の城下町の様子が『郡山町鑑』にみえる。
| 家数：3656軒                | 人口：13258人         | 町数 |
| --------------------------- | --------------------- | ---- |
| 持ち家：1465軒 借家：2191軒 | 男：6562人 女：6696人 | 40   |

柳沢氏が入封して以降、郡山城は安定した時期を迎えていたが、天明7年（1787年）に大飢饉が発生、城下町の民家を群衆が打ち壊し、米穀を奪い取る騒ぎが起こる。安政5年（1858年）12月1日、郡山城二ノ丸付近から出火し、住居関係の建物群は全て焼失する大火にみまわれた。文久元年（1861年）に再建に着手するが、明治維新を迎え、明治3年（1870年）に藩は今後城の修理を行わないことを出願し、これが明治新政府に聴許された。のち明治6年（1873年）郡山城は破却された。この際に櫓・門・塀などの建築物は入札によって売却され運び去られたものの、石垣や堀の多くは今も往時の姿を留めている。城下の永慶寺に城門が山門として移築され、現存している。

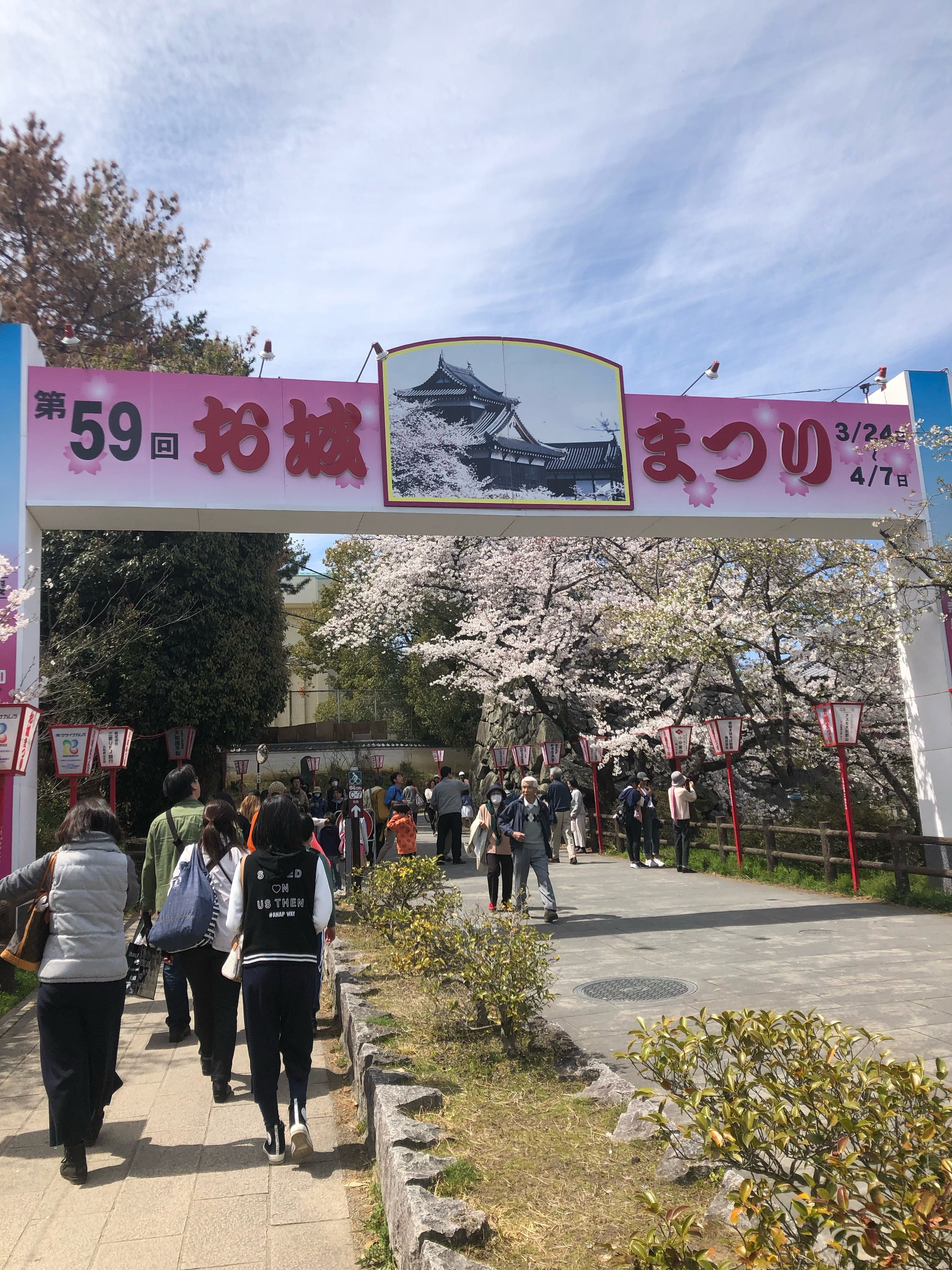
お城まつり（2019年）

また柳沢神社創立時に植えられた桜は日本さくら名所100選にも選ばれ、毎年4月1日から行われる「お城まつり」には多くの花見客でにぎわう。

### 近代以降
- 1873年（明治6年）：廃城令によって廃城の扱いとなった。同年競売に掛けられるが詳細は不明。
- 1881年（明治14年）1月：堺県師範学校分局郡山学校（奈良県立郡山高等学校）が二の丸に移転。
- 1906年（明治39年）：奈良県生駒郡立農学校（旧奈良県立城内高等学校）が麒麟曲輪に建設される。
- 1953年（昭和28年）：追手門を復元。
- 1960年（昭和35年）：本丸・毘沙門郭・法院郭・陣甫郭・玄武郭などが奈良県指定文化財に指定された[12][13]。
- 1984年（昭和59年）：追手東隅櫓と多聞櫓を復元。
- 1987年（昭和62年）：追手向櫓を復元。
- 2013年（平成25年） - 2017年（平成29年）：天守台の修復と展望台整備。
- 2016年（平成28年）：極楽橋再建事業・白沢門櫓台整備事業が始まる[14]。
- 2020年（令和2年）：麒麟郭跡を整備して麒麟広場に再整備する計画が立てられる[15]。
- 2021年（令和3年）：本丸と毘沙門曲輪に掛かっていた極楽橋（長さ22.12 m、幅5.4 m）の復元工事が完了し一般公開された[16][17]。
- 2022年（令和4年）：国の史跡に指定[1]。

## 城郭

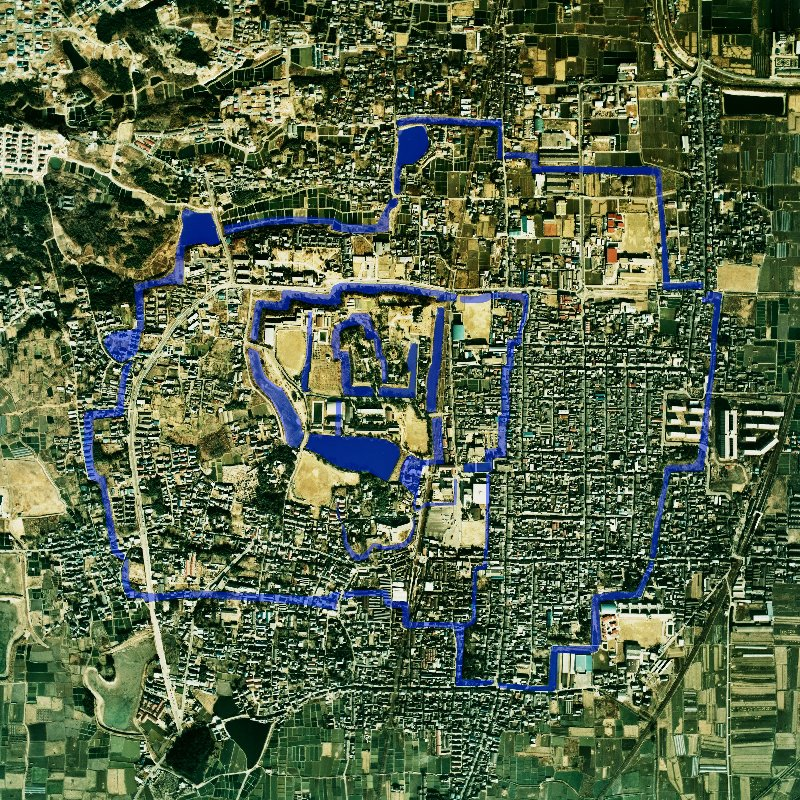
郡山城惣構え/

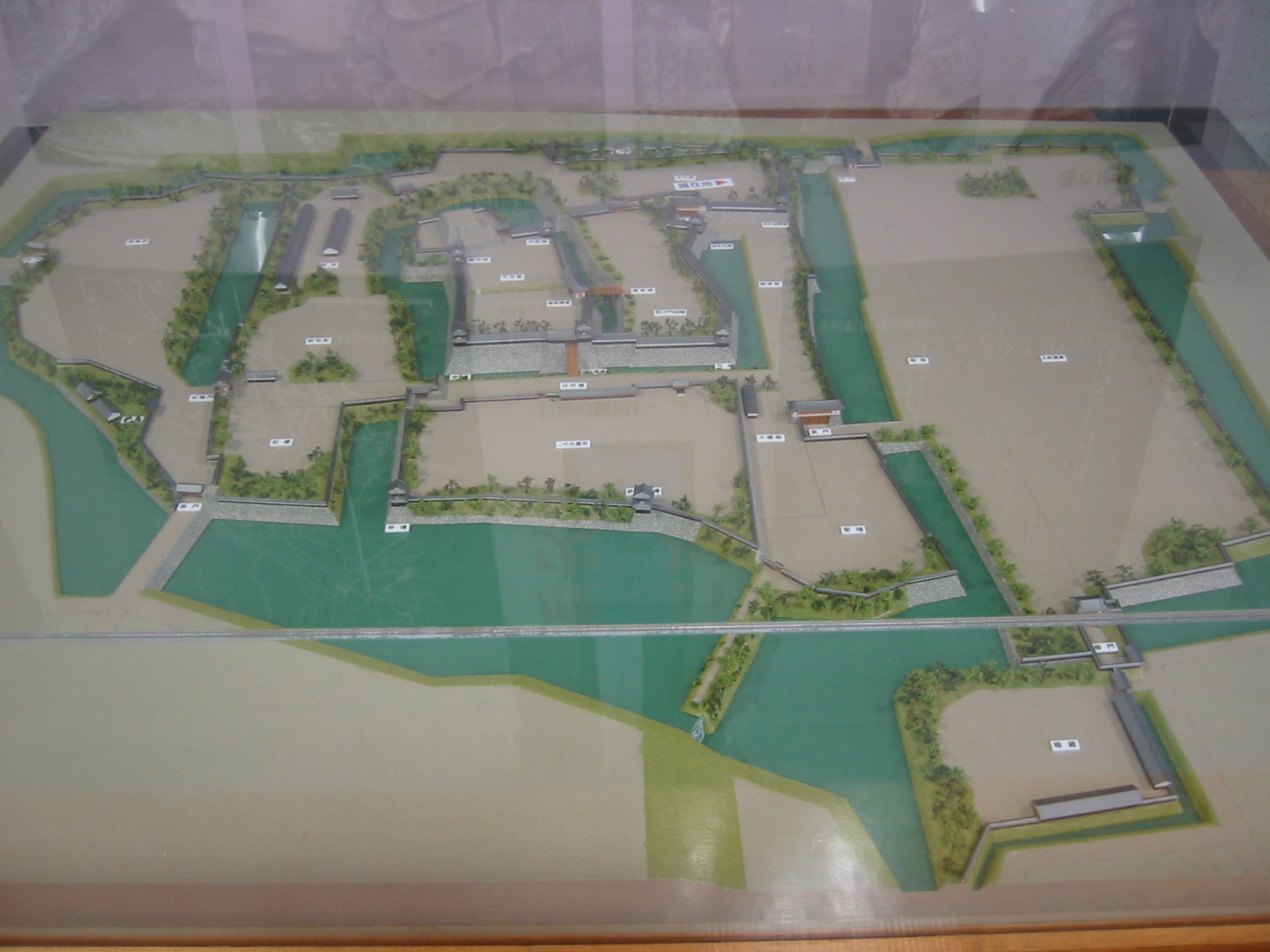
郡山城模型

城跡は1881年（明治14年）に旧郡山中学校の校舎が二ノ丸に、旧郡山園芸高校が麒麟曲輪に建設されるなど、大きく姿をかえた。長らく荒廃していた郡山城であったが、1960年（昭和35年）7月28日、本丸と毘沙門曲輪が奈良県指定史跡となり、1983年（昭和58年）に追手門が、翌1984年（昭和59年）追手東隅櫓が、1987年（昭和62年）には追手向櫓が市民の寄付などにより再建された。

### 本丸

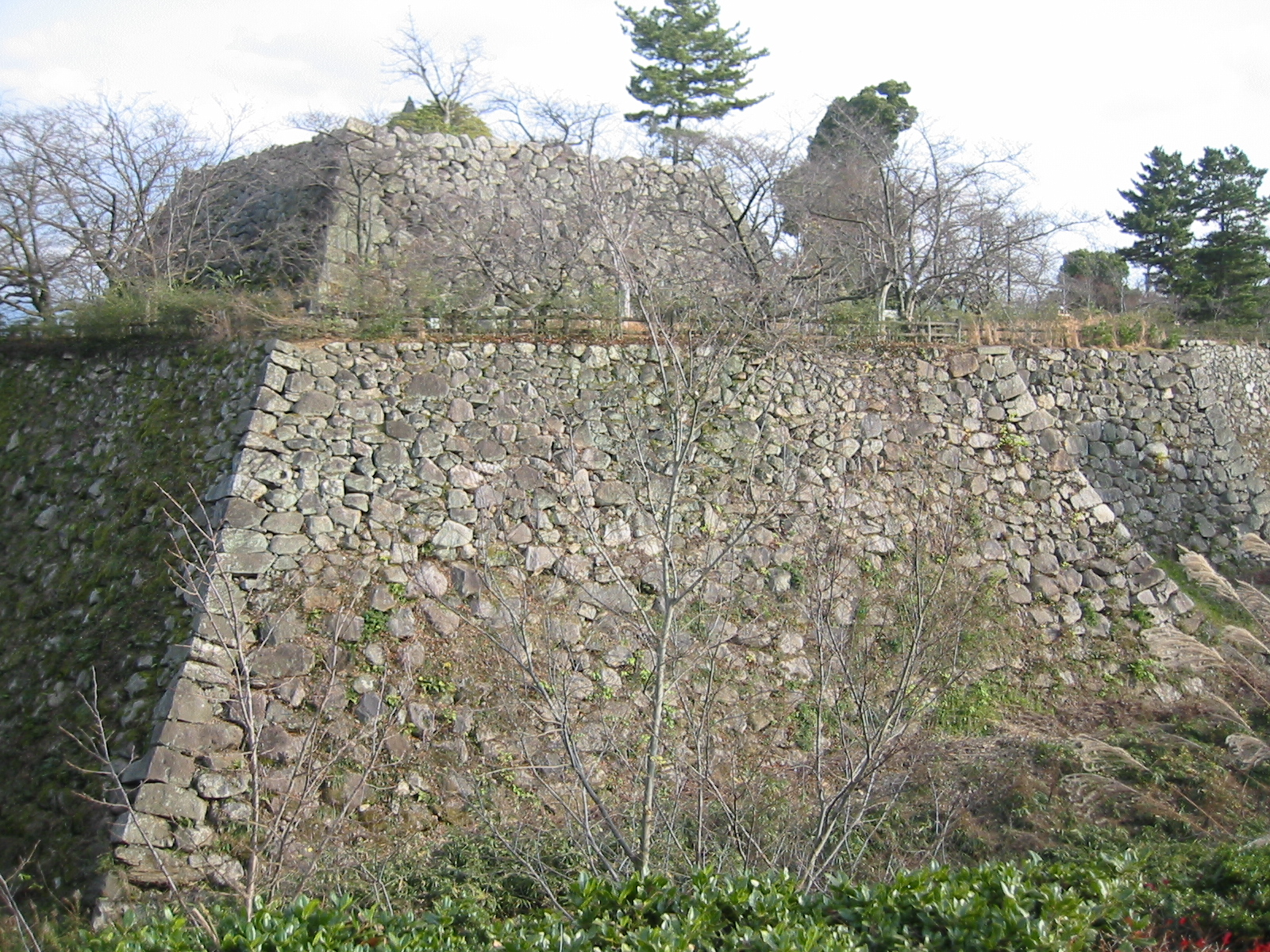
本丸

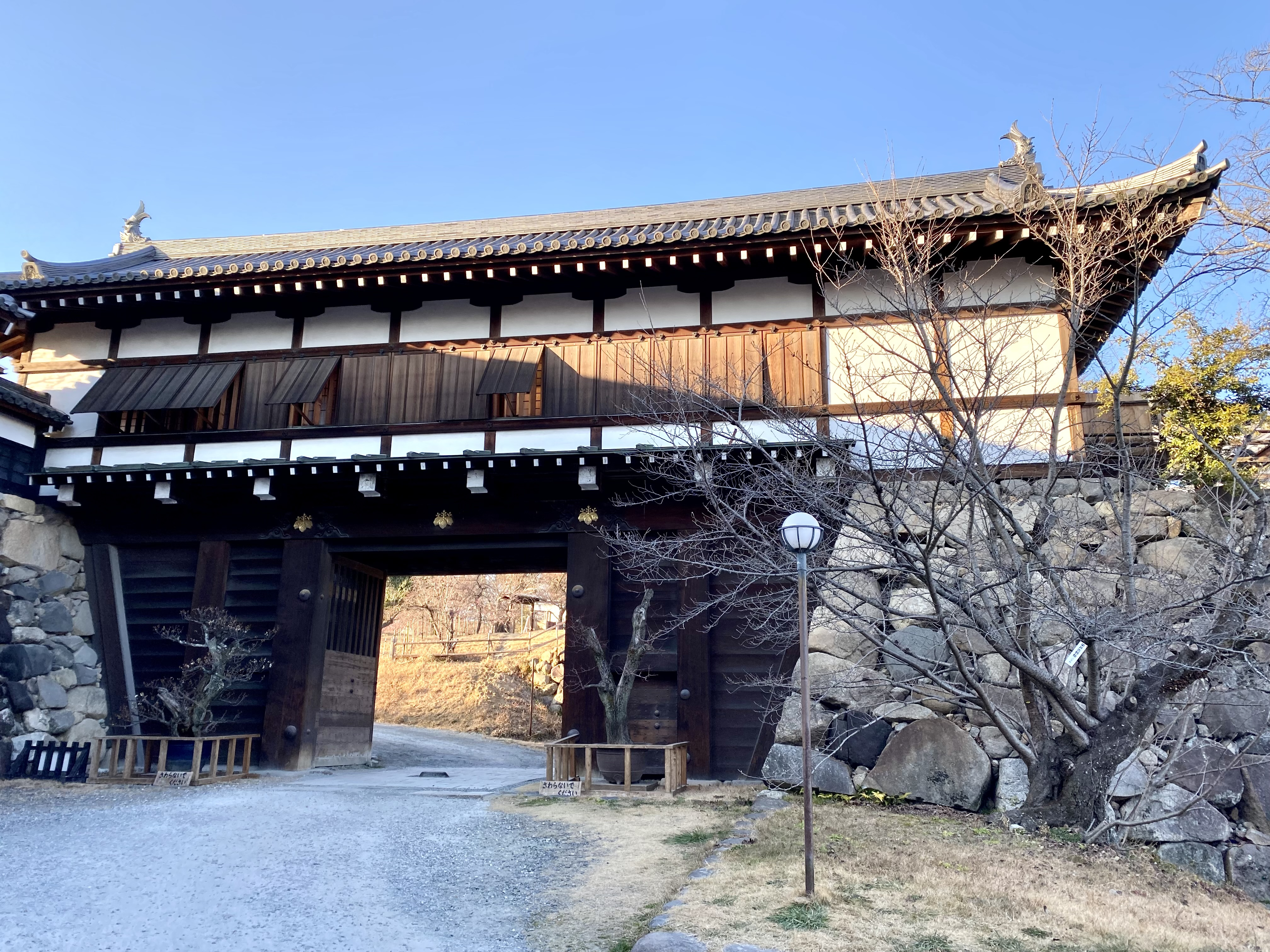
追手門（梅林門）
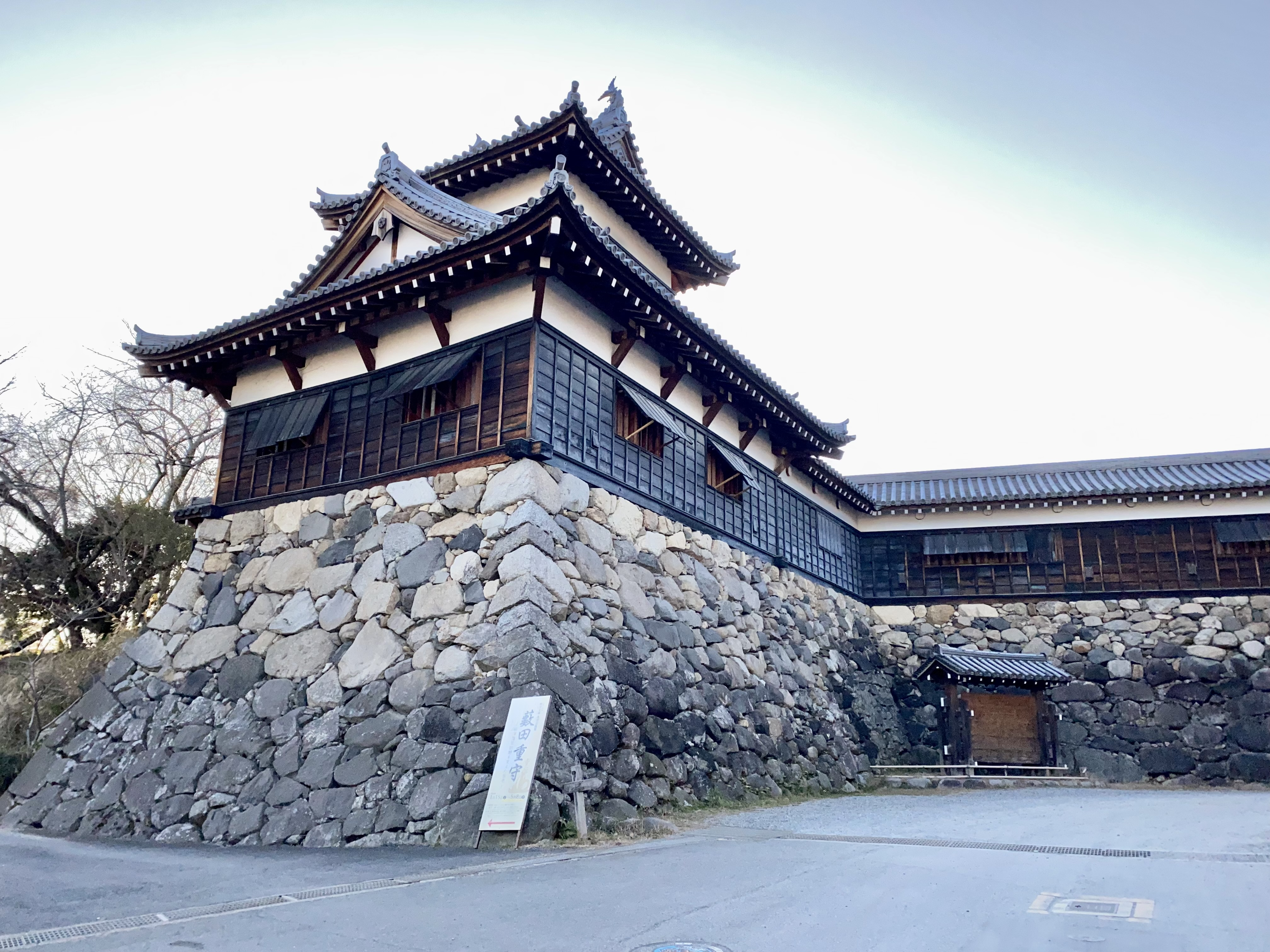
追手向櫓
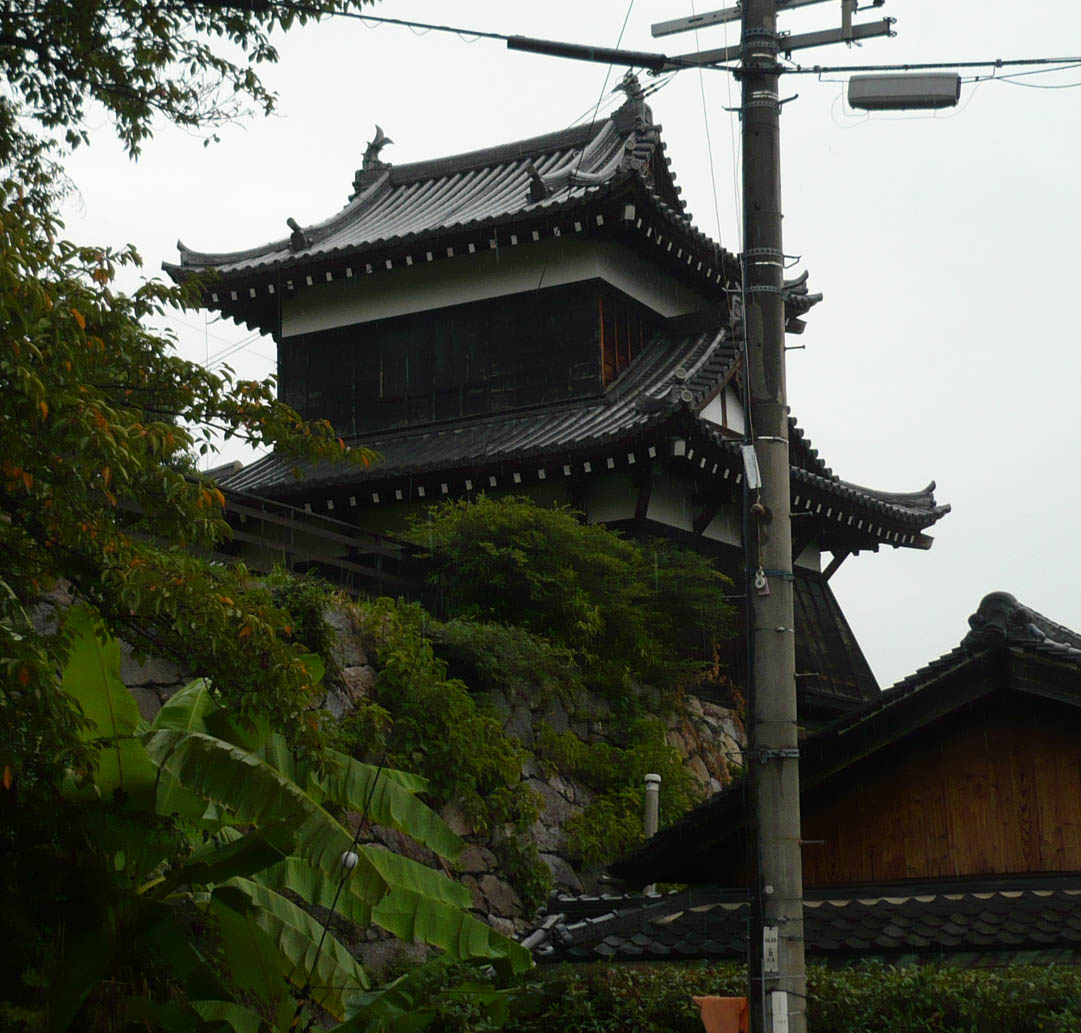
追手東隅櫓
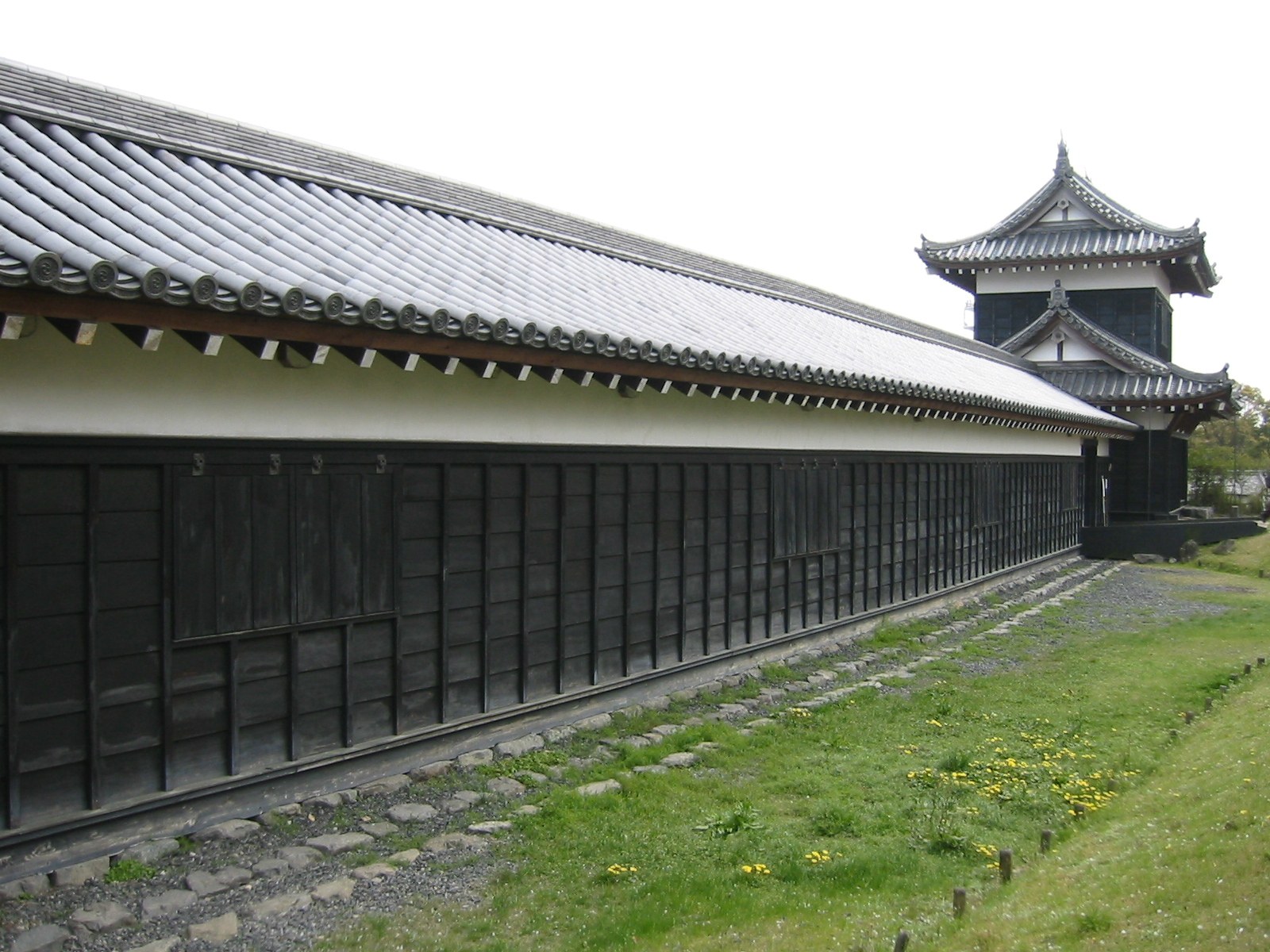
東隅櫓と十九間多聞櫓

天守台
この天守は逆さ地蔵の祟りや大和大地震で倒壊したという俗説が残っている。『郡山城と城下町』によると「現存している天守台に5層6階の天守は建築学上から考えて建てられること不可能」としている。しかし2013年（平成25年）から2017年（平成29年）にかけて調査・整備事業が行われ、礎石が確認された。この調査で、豊臣秀長時代あるいは増田長盛時代には天守が存在したことが確実となった。2017年（平成29年）3月26日から展望台施設が公開された。
転用石
天守台の裏手、北側の石垣には、付近から徴用されて築城に使われた数多くの石地蔵が、石垣に組み込まれたまま城下の人々により祀られている。
石組みの間から奥を覗き込むと、逆さになった状態で石の間に埋もれている地蔵を確認することができ、これは逆さ地蔵と呼ばれている。また地蔵以外にも由来の変わった石は多く、市内東部の平城京羅城門跡から運ばれた礎石と伝わるものなどもある。
毘沙門曲輪
現在の柳沢文庫がある一帯で、もともとは「本丸ニの郭」と呼称されていたが、柳澤氏入部以降に「毘沙門曲輪」と改名した。2021年（令和3年）に本丸と繋がっていた極楽橋が再建された。
常盤曲輪
現在の市民会館がある一帯で、一庵丸、法印郭とも呼ばれている。一庵法印良慶の屋敷があったので法印曲輪と呼ばれている。
陣甫曲輪
現在民家が立ち並んでいる一帯。もともとは城兵の調練の場や登城経路として使われていた。出軍の時は武者溜まりとしても使用されていた。
玄武曲輪
もともとは納戸曲輪と呼ばれていたが、柳澤氏入部以降に「玄武曲輪」へ改名した。硝煙蔵が5棟建ち並び、西側には玄武門が建っていた。

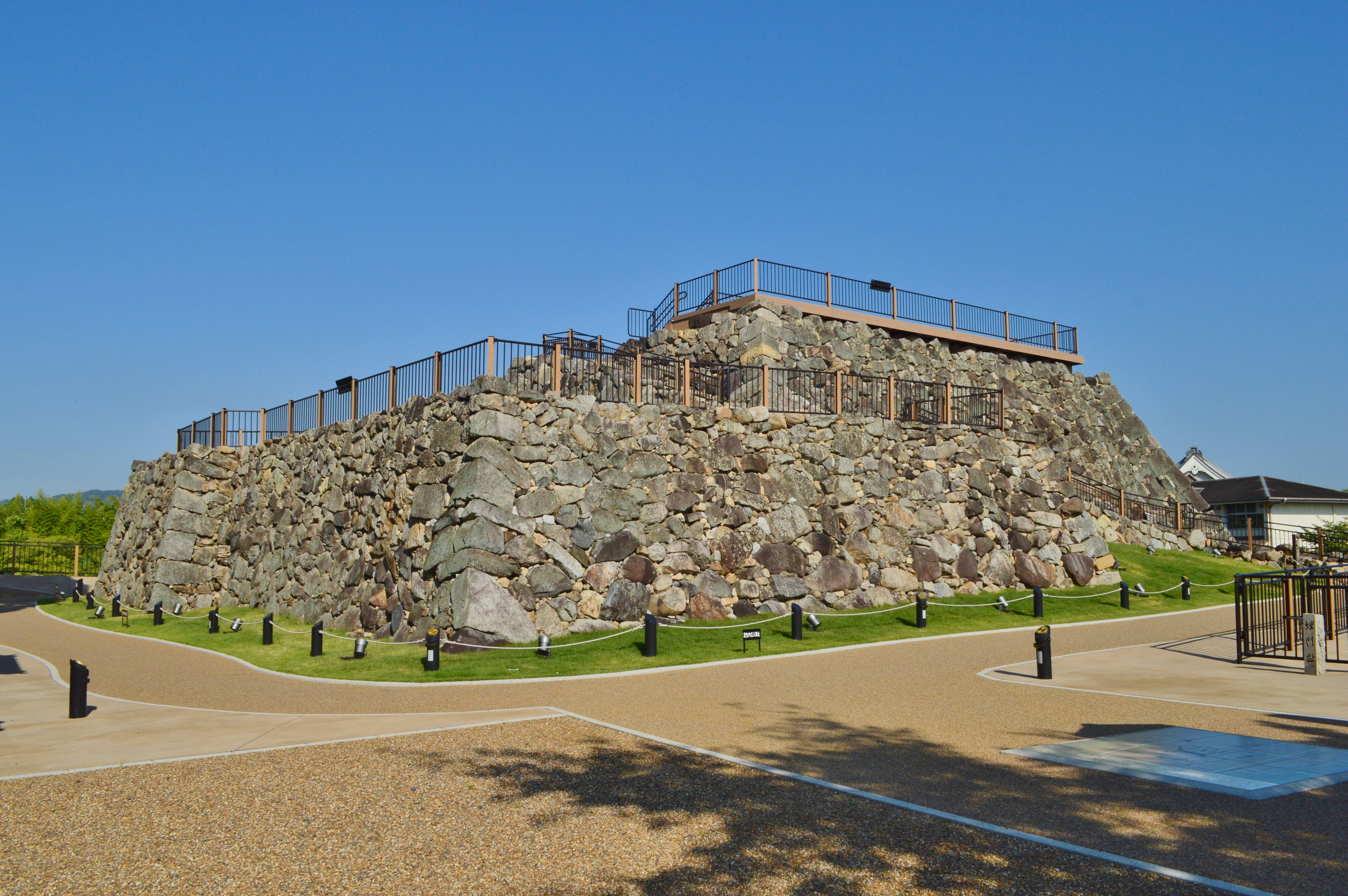
天守台
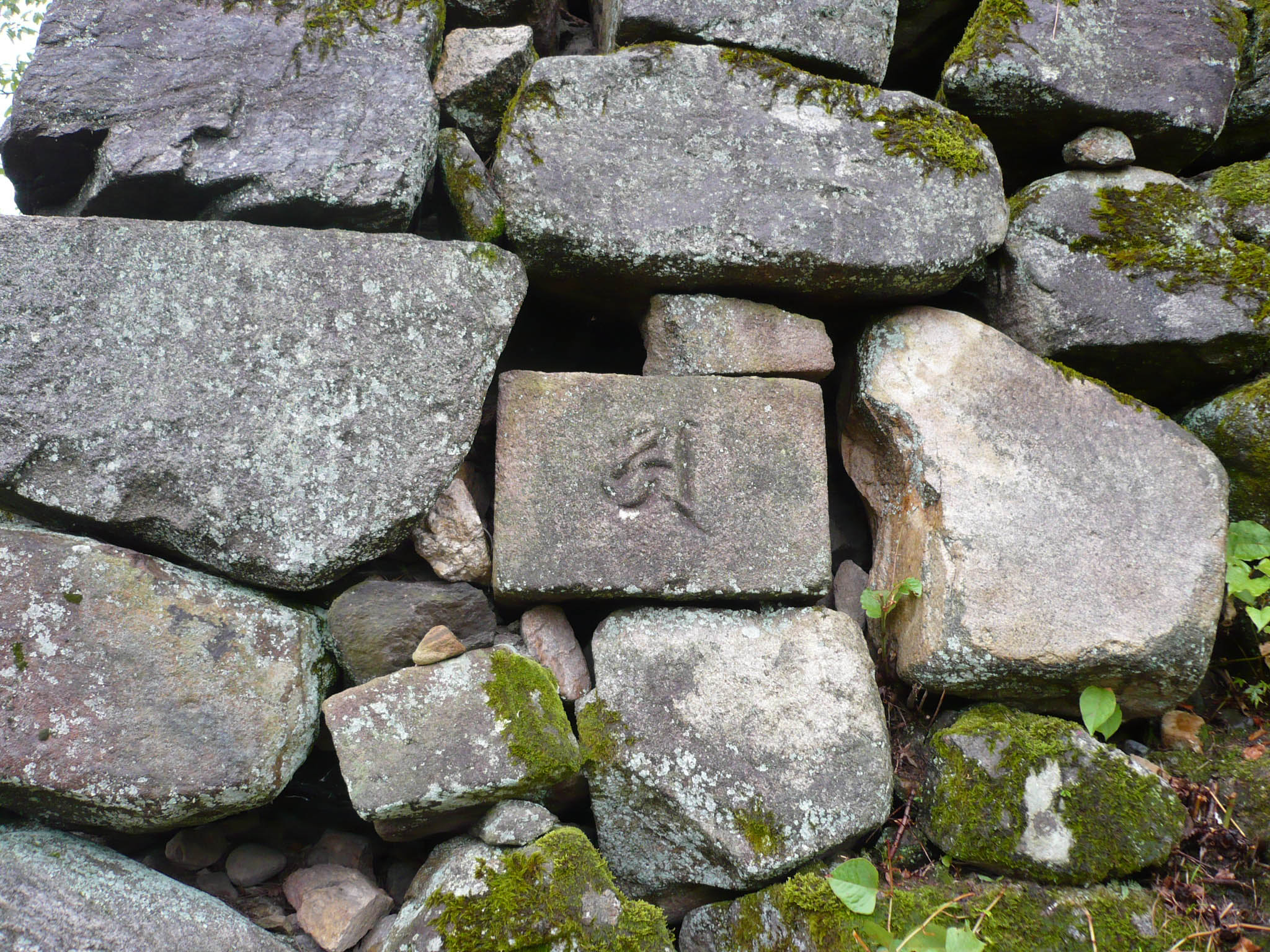
天守台転用石
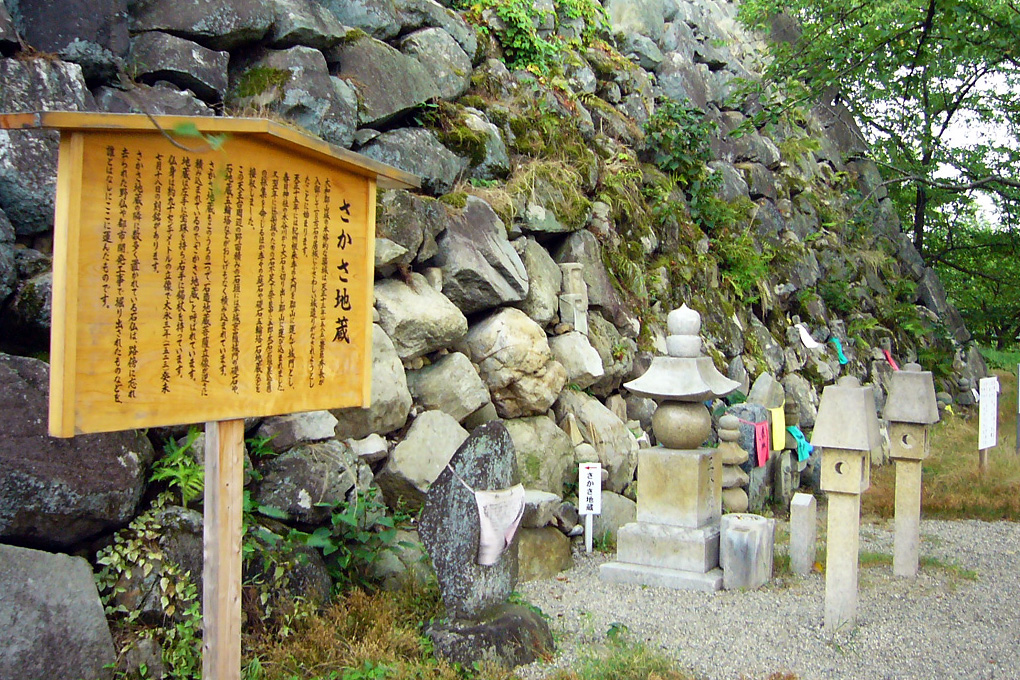
天守台転用石（逆さ地蔵）
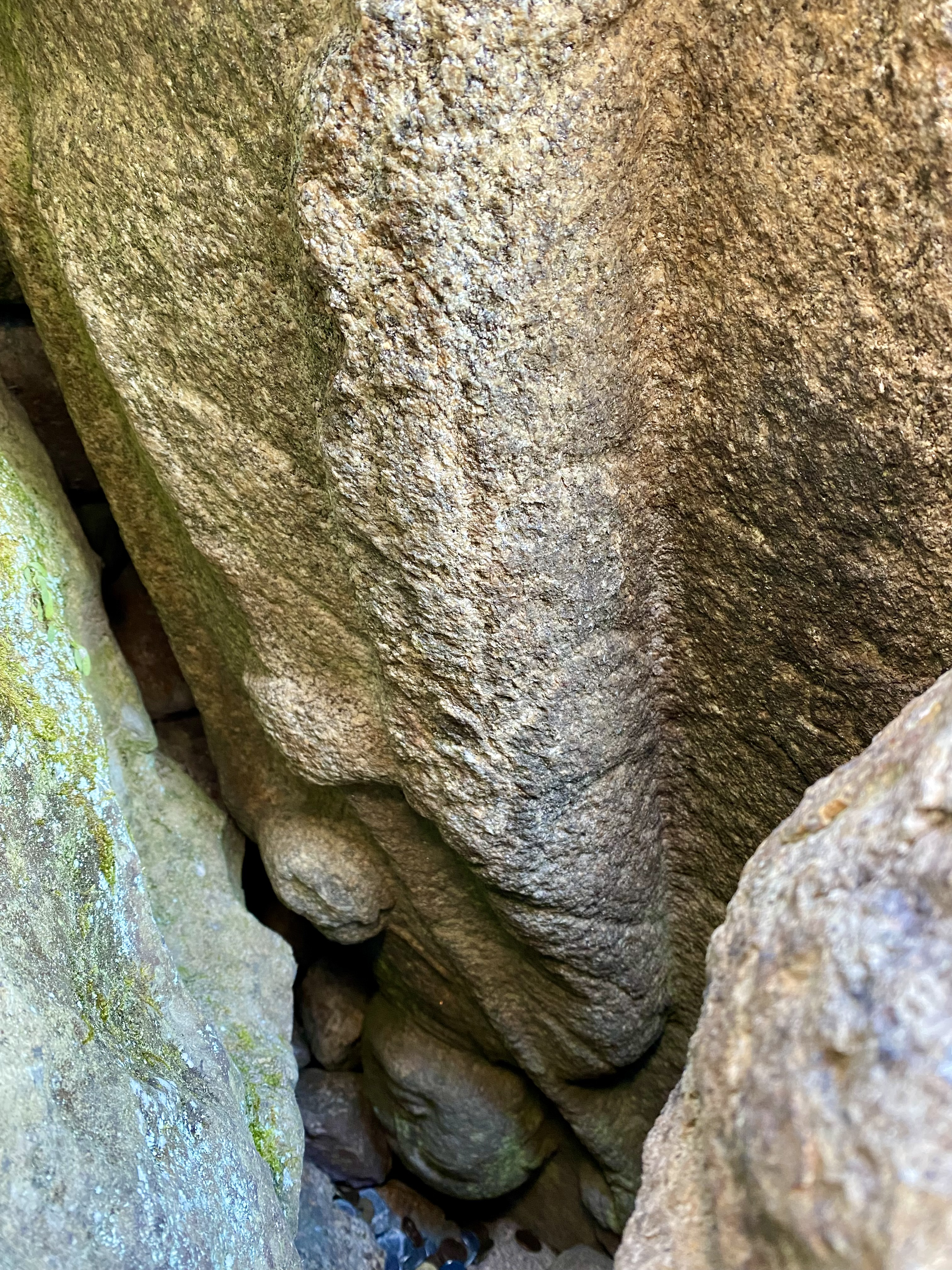
逆さ地蔵（奥が顔 下を向いている）
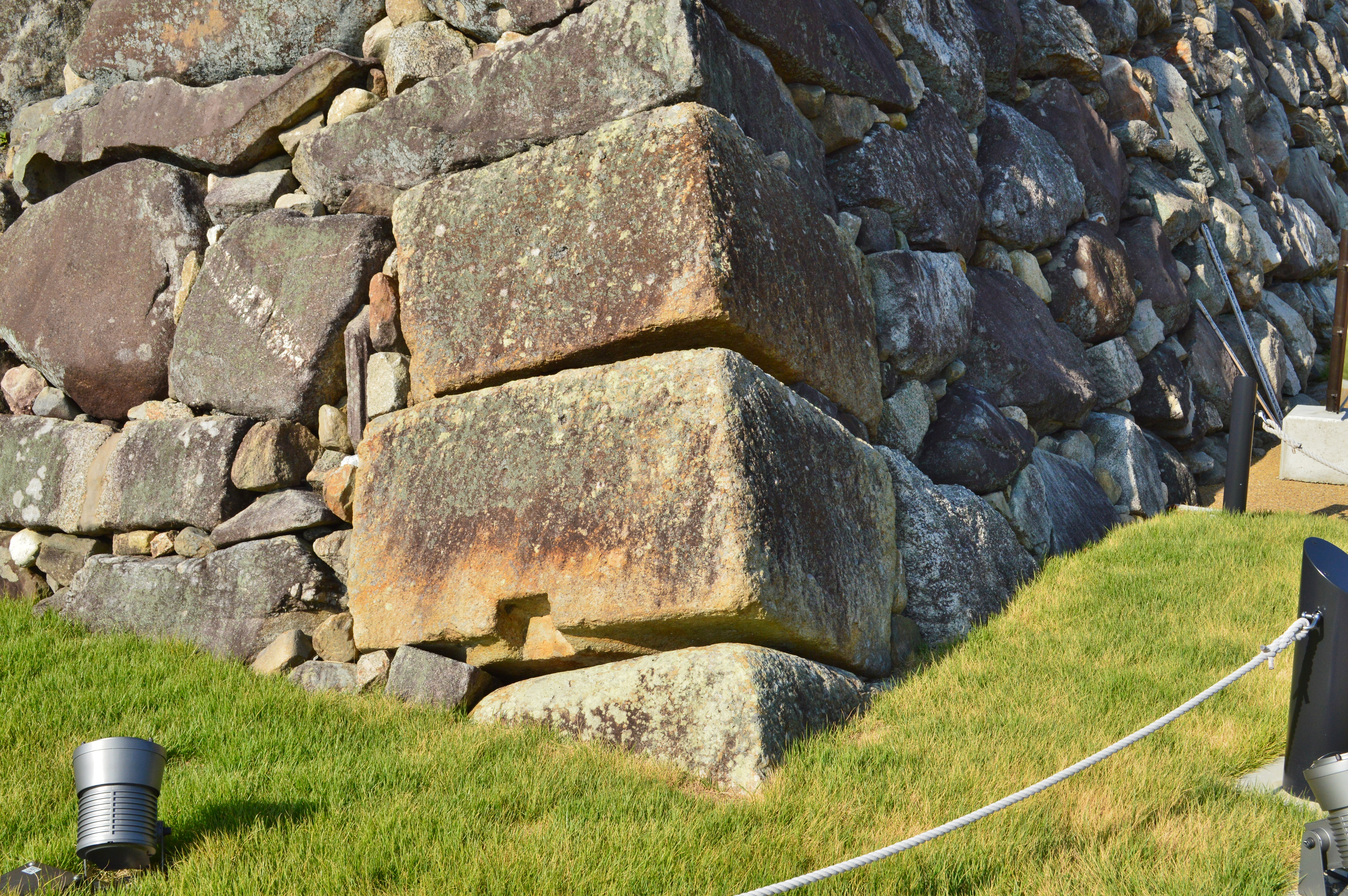
天守台転用石（伝羅城門礎石）
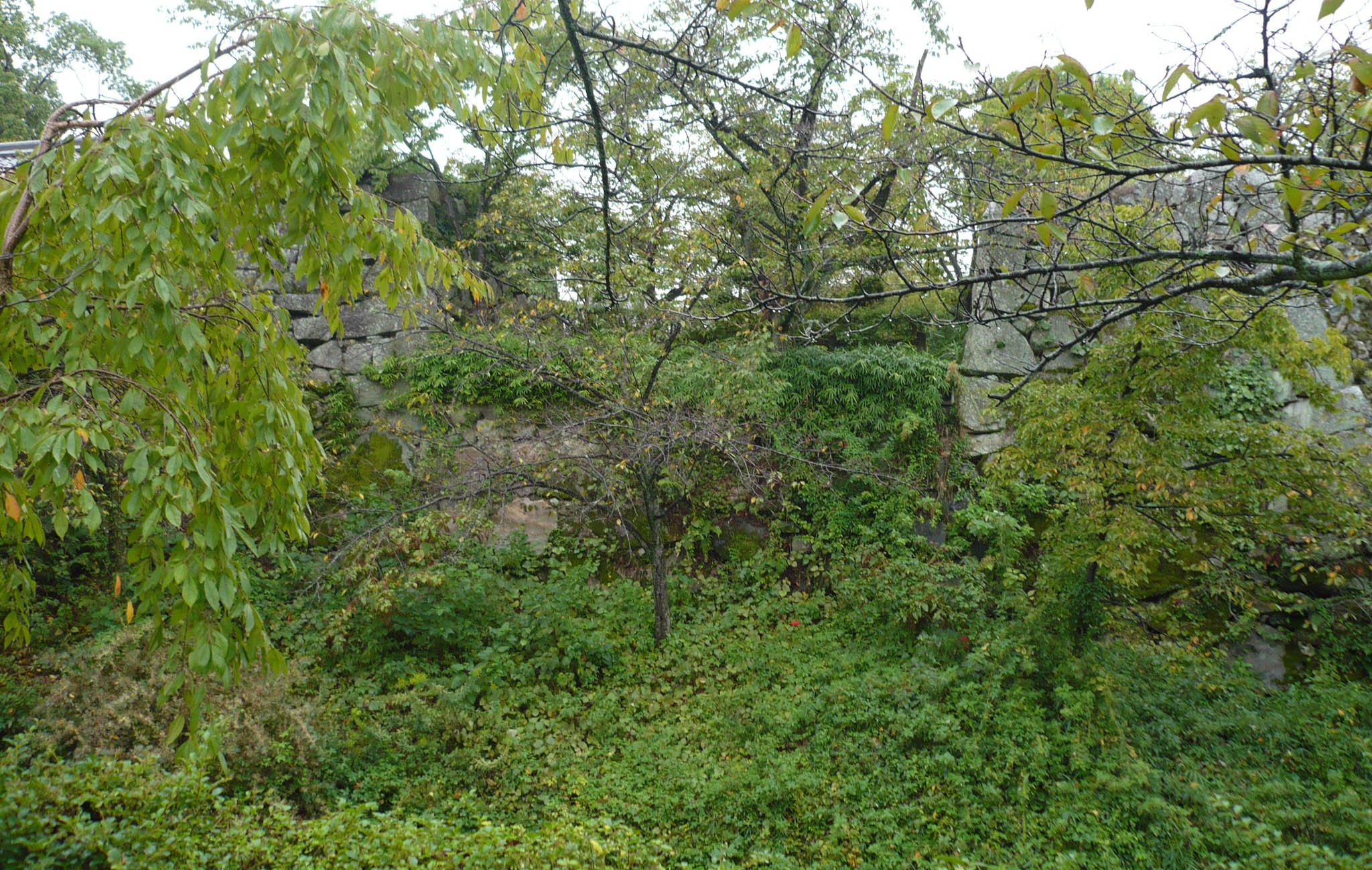
極楽橋跡
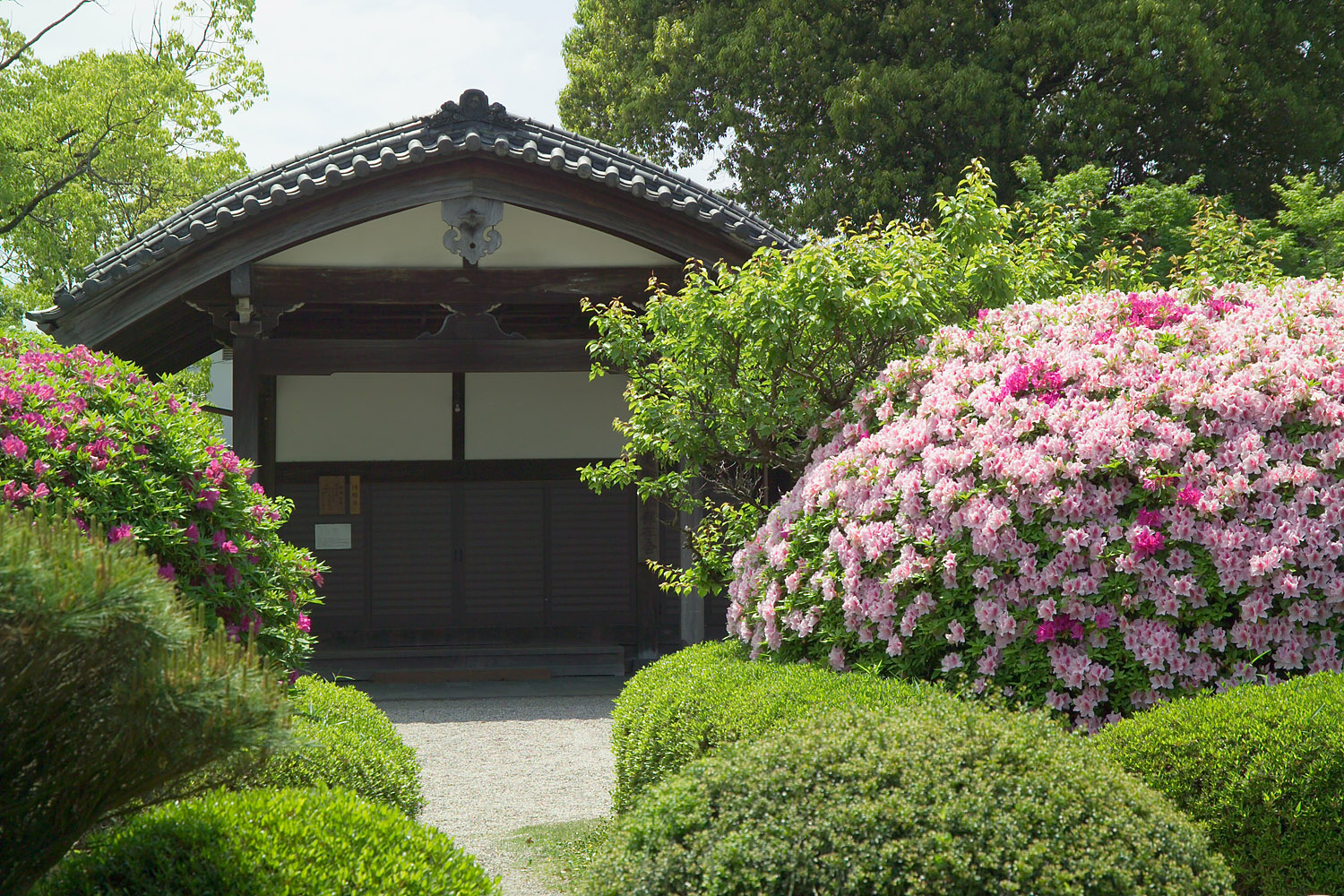
柳沢文庫
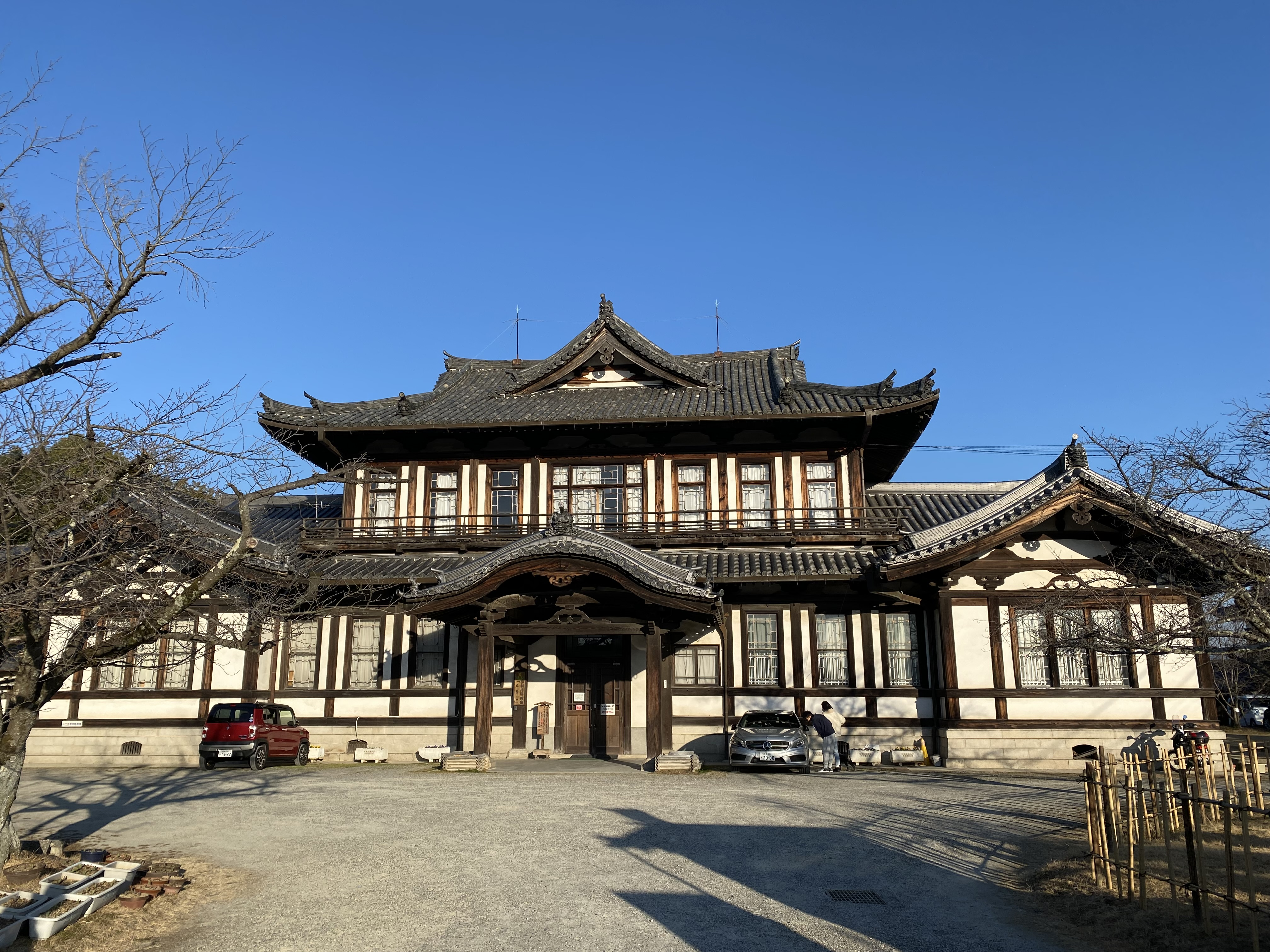
法印曲輪跡
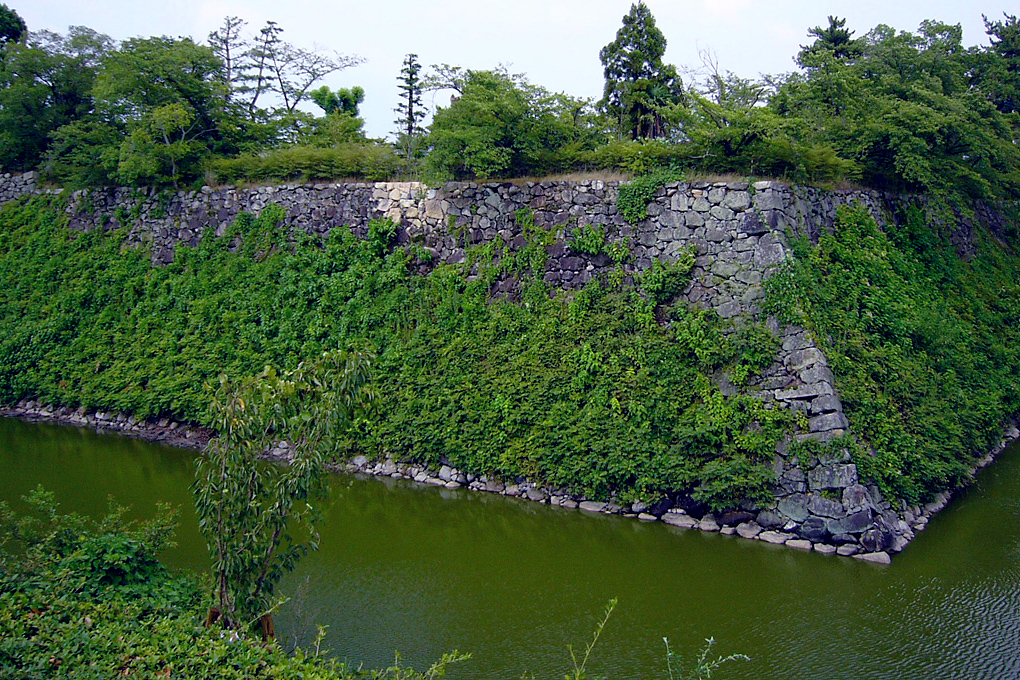
本丸西面石垣
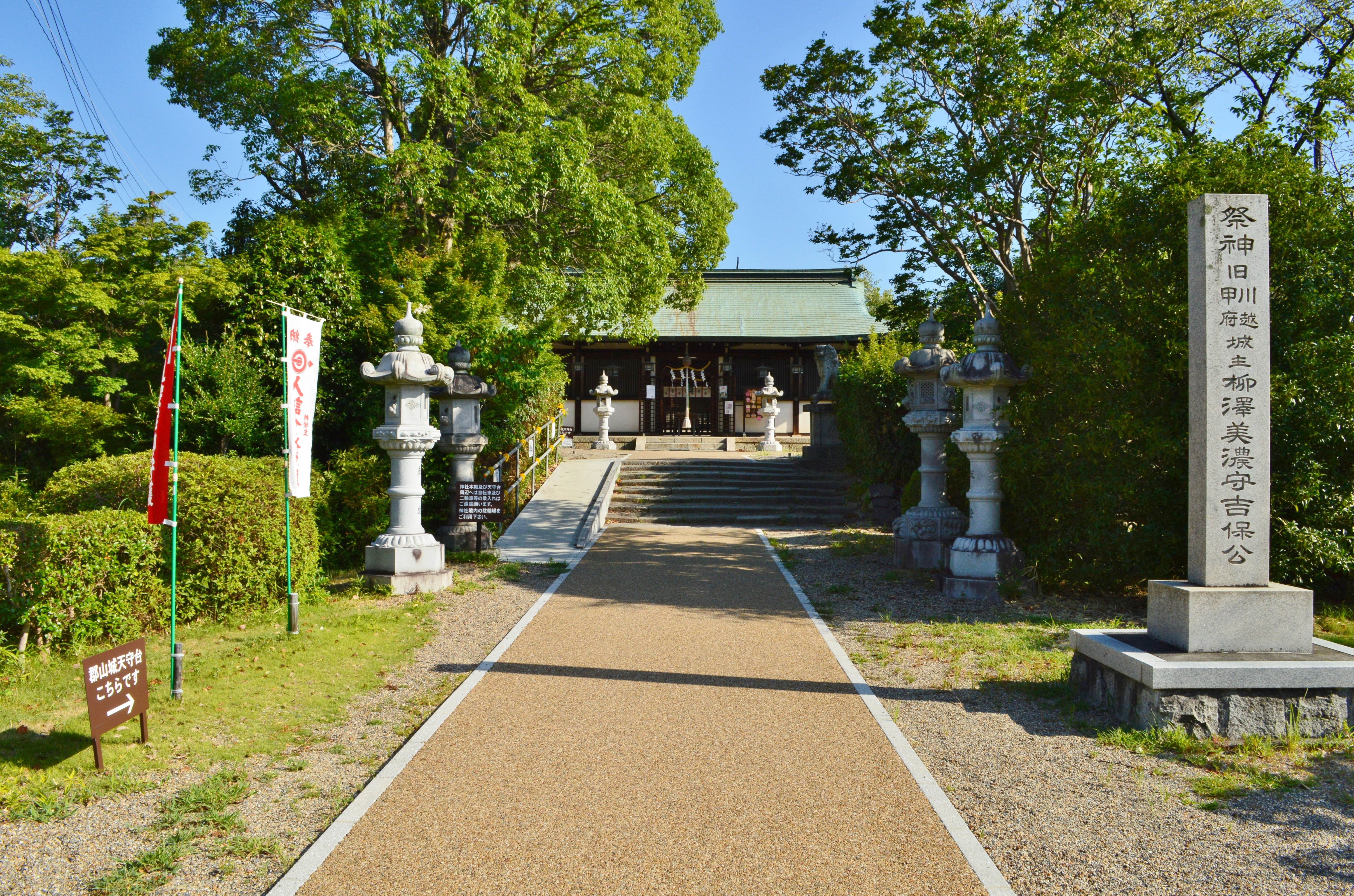
柳沢神社

復元櫓と復元門
- 追手門（梅林門）
- 追手向櫓
- 追手東隅櫓
- 東隅櫓と十九間多聞櫓

### 二ノ丸

県立郡山高等学校

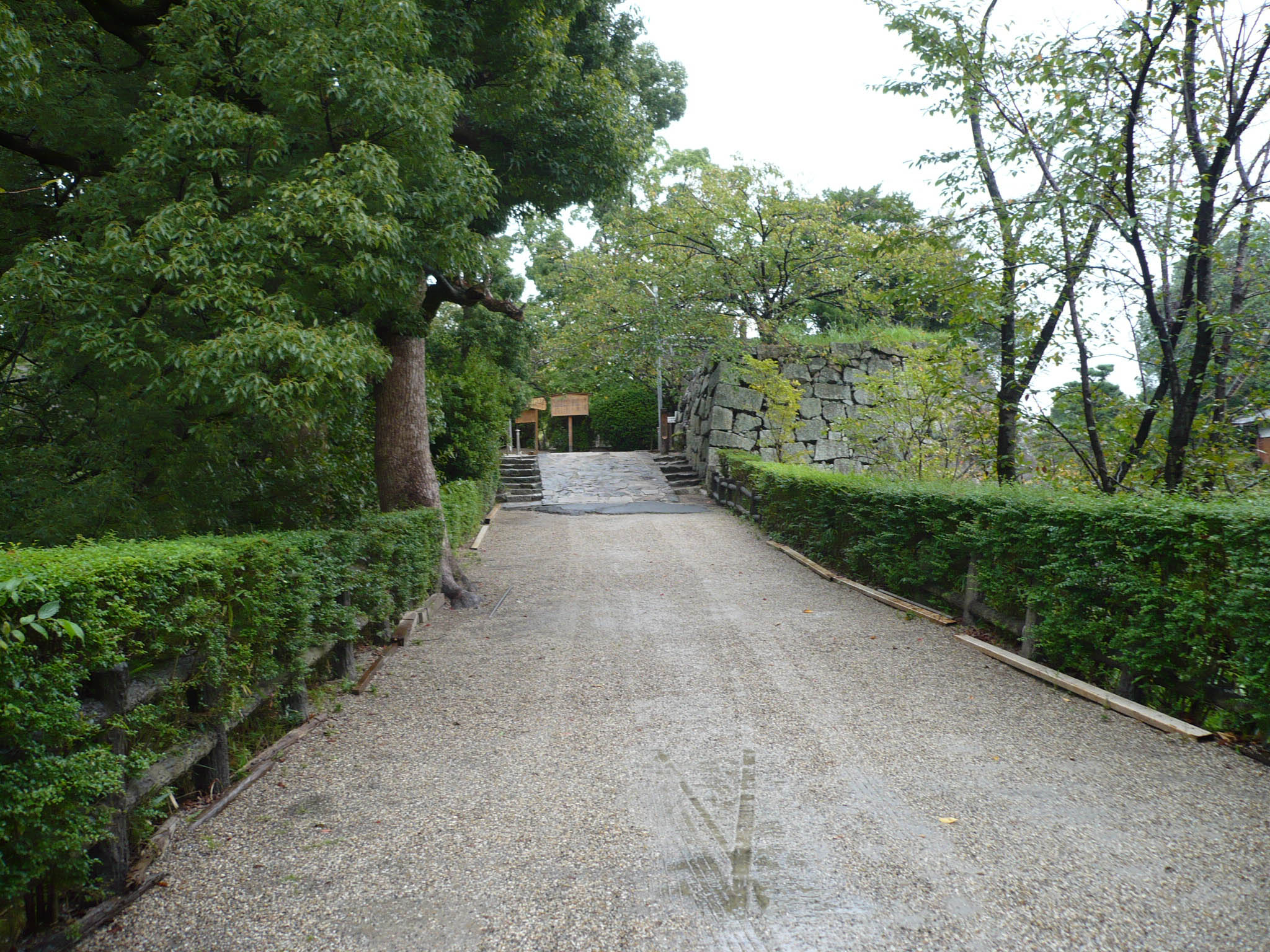
本丸と二ノ丸を結ぶ台所橋

二ノ丸
現在の奈良県立郡山高等学校が建っている一帯で、松平忠明時代に整備され、城主の居館があった。藩の政庁もここにあり、巨大な御殿群を形成していた。（上記郡山城旧観図も参照）
緑曲輪
藩主の嫡男の住む邸宅があったとされ、新宅郭とも呼ばれる。
厩
もともとは緑曲輪であったが、松平忠明時代に別の場所にあった厩を、緑曲輪の北半分に移し、厩を2棟と馬場を設けた。
松蔵
二ノ丸や緑曲輪で消費される米蔵が建っていた一画。

### 三の丸
柳曲輪
現在のやまと郡山城ホールのある一帯で、五軒屋敷掘の東岸と五軒屋敷を含む。4軒の家老屋敷と1軒の評定所が占めていた。またこの周辺に筒井時代の本丸があったとする説があり、1983年（昭和58年）マンション建設に伴う発掘調査が実施され、多数の注目すべき遺物が発見されたが、筒井時代の本丸があったという根拠は得られなかった。
麒麟曲輪
もともとは「西ノ丸」と呼称されていたが、柳澤氏入部以降「麒麟曲輪」へ改名された。柳澤吉保が徳川綱吉から麒麟の書を与えられたことから、柳澤吉里が命名したと言われている。

## 発掘調査
郡山城では、城内や城下町を含め大和郡山市教育委員会や橿原考古学研究所が1979年（昭和54年）以降、100回以上の発掘調査が実施され、一定の成果を収めている。文献などの間を埋める遺物、遺構が発掘され郡山城の実像が解明されつつある。
郡山城の歴史は古く、各時代によって大きく改修が重ねられた。近年の発掘調査などから各年代毎の城史が明らかになりつつある。
2013年（平成25年）から2016年（平成28年）にかけて天守台石垣が解体修復され、それに伴う発掘調査などの記録映像が「郡山城天守台展望施設整備事業 紹介動画（全4回）」としてYOUTUBEの大和郡山市公式チャンネルにて公開されている。発掘調査により確認された天守礎石や石垣に使われた地蔵や五輪塔・墓石などの転用石材、金箔瓦、天守台石垣内部の構造などが映像で確認出来る。

### 雁陣之城時代
第11次、及び第13次発掘調査から雁陣之城時代の城として三の丸にある麒麟曲輪周辺に、濠で囲まれた方形館が存在していたと考えられている。また新宅曲輪（緑曲輪）では地鎮遺構が検出されているので、筒井、松永の抗争記の遺構が周辺に存在している可能性が指摘されている。

### 筒井時代
明確にこの時期と断言できる遺構は発掘できていないが、遺物としては、多聞山城から流用された軒平瓦や安土城と同文の軒平瓦が、追手東隅櫓周辺から出土した。『郡山城および地下の発掘調査について』では「筒井期の城下の拡がり自体が案外に小規模であった可能性もあるだろう」としており、筒井順慶が筒井城から郡山城へ移った時の城郭は、それほど大規模なものではなかった可能性があると記している。

### 豊臣時代

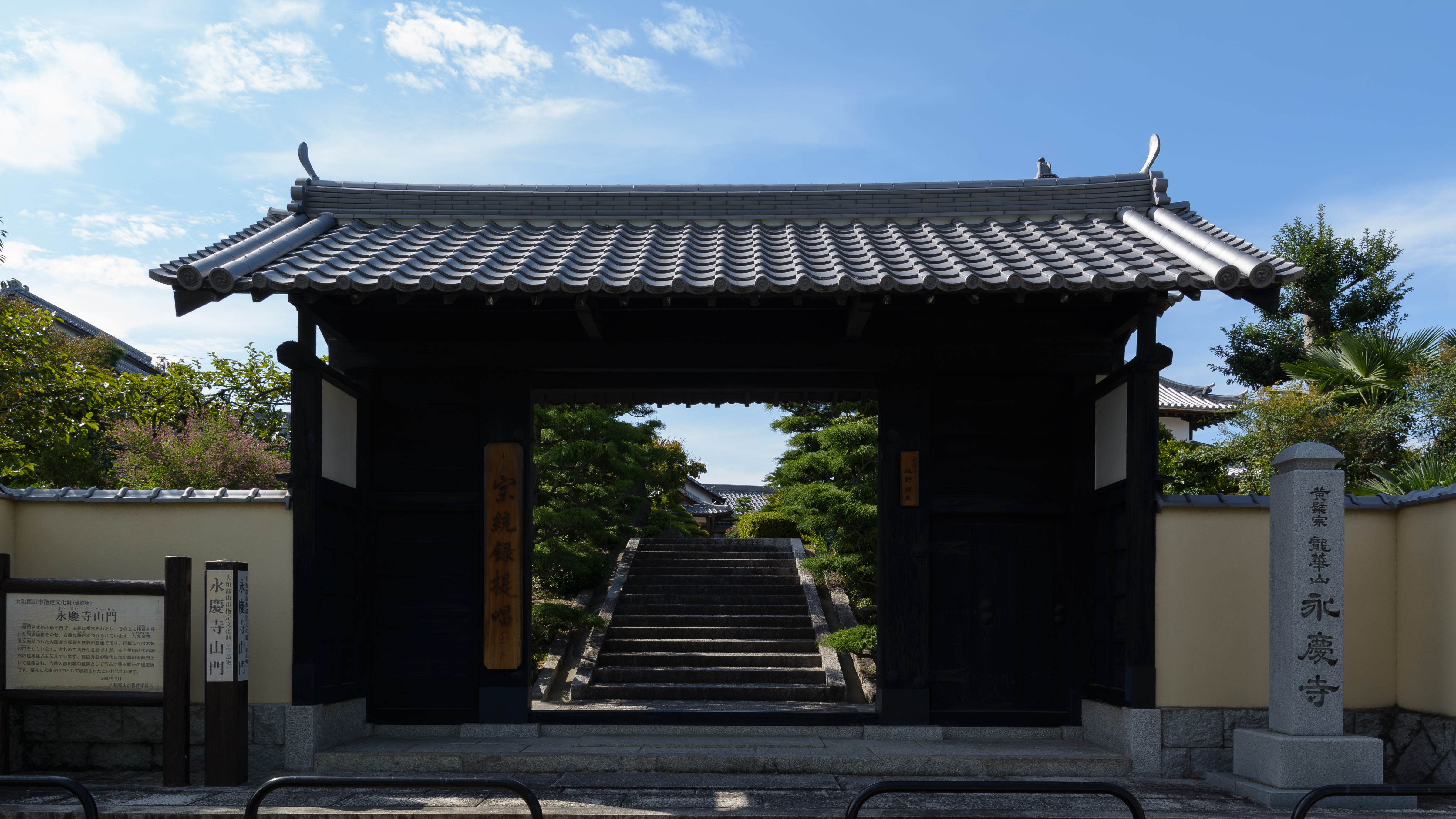
南御門は幕末期に永慶寺へと移築され、山門としてその姿を残す

この時代の遺物、遺構は散見される。追手向櫓の礎石列や常盤曲輪の瓦廃棄土坑などがある。しかし二ノ丸の同時代の該当発掘例はなく、二ノ丸は豊臣時代以降に開発された可能性がある。城下でも同時代の遺構が発掘されたが、礎石建物や大規模な整地の痕は認められていないので、大規模な城下町が整然と建てられた可能性は低いと考えられている。
2014年（平成26年）9月、市教育委員会が天守台頂上の発掘調査を行い、礎石などの遺構や金箔をあしらった瓦を発見したと発表した。これにより、これまで絵図などに一切描かれず、存在が確認できなかった天守が実在したことが判明した。大小の礎石の大きさや並びから建物の加重を分散・軽減する構造であったと推測されている。

### 増田-松平時代
両時代の在城時期は短く、同時代の明確な遺構は殆ど確認されていない。

### 本多時代
城郭関係では、緑曲輪の検出遺構や三の丸の池状遺構がある。また城下では大規模な盛土地業や礎石建物も出現する。また同時代の武士の墓も出土しており、埋葬形態を具体的に把握した。

### 柳澤時代
城郭関係では、第13次調査で検出された二ノ丸屋敷の遺構がある。城下では非常に多くの調査例があり、金魚池遺構や廃棄土坑から大量の桟瓦が出土していることから、城下町の桟瓦の一般的な使用は柳澤時代以降であると考えられている。

## 城跡へのアクセス
- 電車でのアクセス
  - 近畿日本鉄道 近鉄橿原線 近鉄郡山駅（徒歩5分）
  - JR大和路線 郡山駅（徒歩15分）
- 車でのアクセス
  - 西名阪自動車道 郡山IC → 国道24号 → 奈良県道144号
  - 城内に無料駐車場あり